# Hammer Kirche
Hammer Kirche – stacja metra hamburskiego na linii U2 i U4. Stacja została otwarta 2 stycznia 1967. 

## Położenie
Stacja Hammer Kirche znajduje się obok tytułowego kościoła w dzielnicy Hamm.